# Siktjärnen, Ångermanland
Siktjärnen är en sjö i Kramfors kommun i Ångermanland och ingår i Nätraån-Ångermanälvens kustområde. Sjön har en area på 0,0881 kvadratkilometer och ligger 257,5 meter över havet. Sjön avvattnas av vattendraget Inviksån.

## Delavrinningsområde
Siktjärnen ingår i det delavrinningsområde (700023-161247) som SMHI kallar för Inloppet i Norr-Almsjön. Medelhöjden är 262 meter över havet och ytan är 2,6 kvadratkilometer. Räknas de 7 avrinningsområdena uppströms in blir den ackumulerade arean 32,42 kvadratkilometer. Avrinningsområdets utflöde Inviksån mynnar i havet. Avrinningsområdet består mestadels av skog (96 procent). Avrinningsområdet har 0,09 kvadratkilometer vattenytor vilket ger det en sjöprocent på 3,5 procent.